# Tococa desiliens
Tococa desiliens är en tvåhjärtbladig växtart som beskrevs av Henry Allan Gleason. Tococa desiliens ingår i släktet Tococa och familjen Melastomataceae. Inga underarter finns listade i Catalogue of Life.